# Lucheux
Lucheux är en kommun i departementet Somme i regionen Hauts-de-France i norra Frankrike. Kommunen ligger i kantonen Doullens som tillhör arrondissementet Amiens. År 2022 hade Lucheux 521 invånare.

## Befolkningsutveckling
Antalet invånare i kommunen Lucheux
| Referens: INSEE |